# Страйк підприємств Російського гірничо-металургійного товариства Уніон
Страйк підприємств Російського гірничо-металургійного товариства Уніон стався 15-28 квітня 1915 року 3370 металістів Макіївського сталеливарного заводу товариства «Уніон». Робітники вимагали збільшення заробітної плати на 25 %, оплати святкових днів у збільшеному в 1,5 рази розмірі. Вони наполегливо домагалися задоволення своїх вимог. Страйк охопив й інші підприємства товариства «Уніон». 
20 квітня до страйкарів Уніону приєдналися робітники шахт «Італія», «Калинове» і «Амур» (760 чоловік), не припиняючи роботи, пред'являли вимоги до адміністрації робітники Луганського заводу Гартмана і шахтарі Щербинівської копальні.
До Макіївки було стягнуто поліцейські сили всього Макіївського гірничого району. 26 квітня 46 учасників страйку були заарештовані і відправлені на фронт. Страйк був розігнаний.